# Сенницкий, Викентий Викентиевич
Викентий Викентьевич Сенницкий (Синицкий) (1847, Варшава — 1944, Югославия) — русский военный инженер, генерал от инфантерии.

## Биография
Родился в Варшаве в знатной польской семье, имевшей свой герб. Католик, но семья его была православной. После третьего раздела Польши, его предки, попав под власть Австрии, предпочли подданство России. После окончания закрытого немецкого пансиона в Варшаве, он отправляется в Петербург, где в 1867 году окончил Николаевское инженерное училище. Жена Анна Николаевна, урождённая Родионова — родом из Петербурга, окончила Смольный институт. 

### Карьера
Выпущен прапорщиком, затем подпоручиком служил в Одессе. Сенницкий участвовал в русско-турецкой войне 1877—1878 годов. Воевал под Шипкой. Стал капитан гвардии в 1879, в 1883, полковником (НШ 5 сапёрной бригады), Генерал-майором в 1898 (12 бригада 15 пехотной дивизии), генерал-лейтенантом в 1904 (68 пехотной дивизии). Был временно генерал-губернатором в Харькове.
Представлен как генерал-лейтенант в издании «Список генералам по старшинству» за 1908 год. В более поздних списках отсутствует. Чин генерала от инфантерии мог получить при выходе в отставку.

### После революции
Участвовал в Белом движении.
В Гражданскую войну был арестован, но в суматохе удалось спастись. Эмигрировал из Одессы в Югославию. Жил в Суботице. В Югославии получал пенсию участника Русско-турецкой войны. После смерти жены переехал в Сплит. Жил в инвалидном доме в Белой Церкви. Во время оккупации Югославии лишился пенсии. Умер в 1944 году в возрасте 94 лет. Место захоронения неизвестно.